# كيث بيلي
كيث بيلي (21 فبراير 1964 - )  (بالإنجليزية: Keith Bailey)‏ هو لاعب كريكت أيرلندي.